# Tetrapode

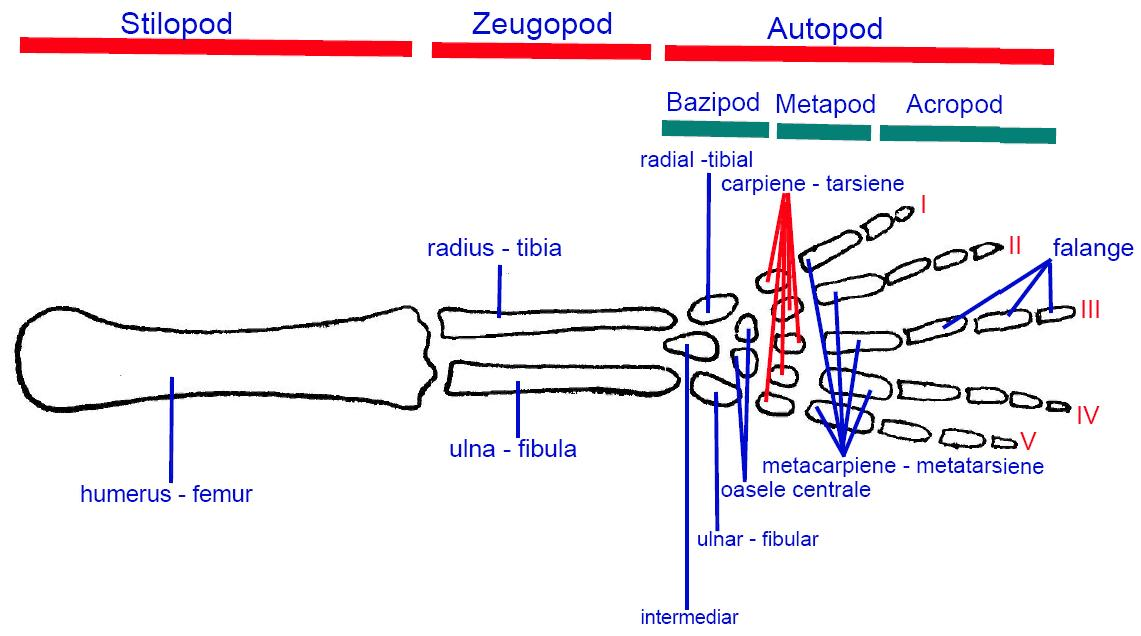
Schema membrului tetrapod

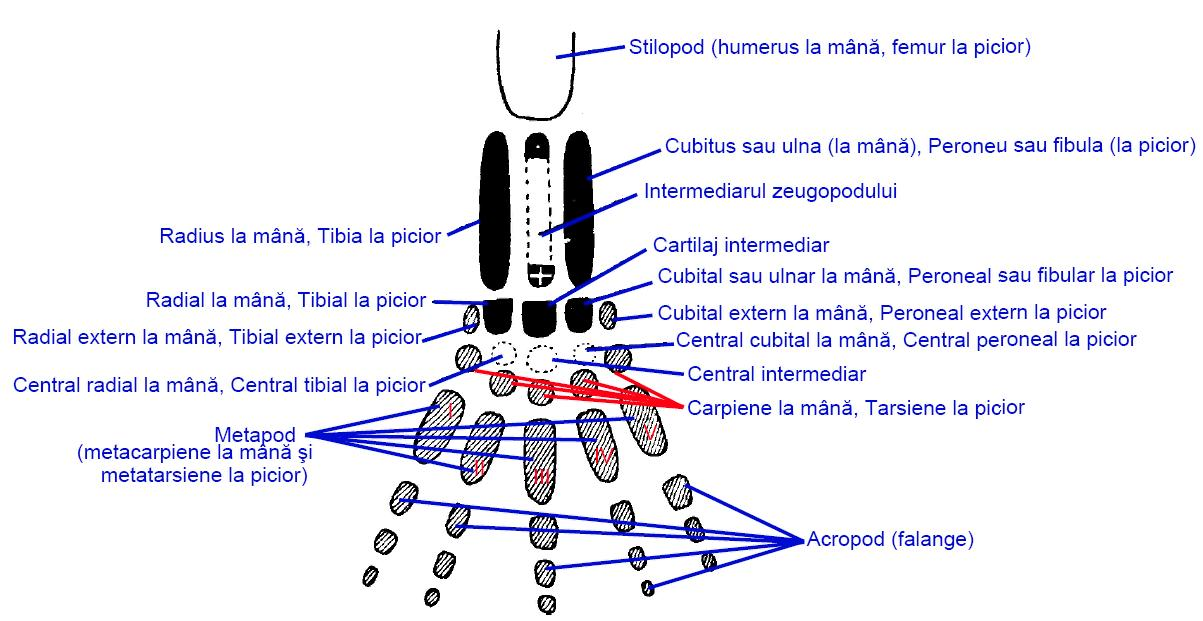
Schema membrului tetrapod cu dublarea oaselor bazipodului

Tetrapodele (Tetrapoda) (din greaca tetras = patru; pous, podos = picior) sau patrupedele este o supraclasă de vertebrate gnatostomate care au patru membre (adică 2 perechi de membre), primordial conformate pentru deplasarea pe uscat, sau în mod secundar pentru deplasarea în mediu acvatic (balene, delfini) sau aerian (păsări, lilieci). La unele tetrapode membrele au dispărut în parte sau în întregime. Tetrapodele cuprind clasele amfibieni, reptile, păsări și mamifere și constituie o a doua ramură evolutivă principală a vertebratelor, alături de cea a peștilor.
Din cauză că embrionul reptilelor, păsărilor și mamiferelor este protejat de învelișuri cunoscute sub numele de amnios și alantoidă, ele au fost clasate de Henri Milne Edwards într-o categorie sistematică superioară sub numele de amniote (Amniota), iar amfibienii au fost separați de ele și uniți împreună cu peștii într-un grup numit anamniote (Anamniota) sau ihtiopside (Ichthyopsida ). Amfibienii însă nu pot fi despărțiți de amniote, ai căror strămoși sunt și cu care se aseamănă mal mult, prin forma și structura lor, decât cu peștii.

## Clasificare
- Aves;
- Amphibia;
- Reptilia;
- Mammalia.